# Пандемия от COVID-19 в Украйна
Пандемията от коронавирус в Украйна започва на 3 март 2020 г. Заразен е мъж от град Черновци, той се е връщал от Италия, след като преминал с автомобил през Румъния.
Във връзка със заплахата от разпространението на коронавирус в Украйна е обявена обща карантина в периода от 16 март до 3 април. С решение на местните власти се затягат условията за карантина – затварят се молове, театри, музеи, места за забавления, фитнес зали и др. Обучението в общообразователните училища, висшите учебни заведения и детски градини се отменя. Масовите събития, на които над 200 души планират да присъстват, са забранени. Спират се въздушните полети с държави, в които има епидемия. 170 от общо 219 контролно-пропускателни пунктове се затварят (остават 49).
От 17 март е въведено извънредно положение в областите с потвърдени случаи на коронавирус – Чернивецка, Житомирска и Киевска област.
От 18 март се отменят пътническите железопътни, автобусни и въздушни услуги между градовете и регионите, забранява работата на метрото. Пътническият трафик е до 10 души в микробуси и до 20 души – в тролейбуси, автобуси, вагони, трамваи. Отменят се всички планирани болнични операции. Оперират се само спешните случаи. Забранява се износът на продукти от страната.
В условията на карантина продължават да работят магазините за хранителни стоки, аптеките, бензиностанциите, банките и банкоматите.